# 黑姑魚
黑姑魚，又稱黑，俗名黑口、黑喉、烏喉等，為輻鰭魚綱鱸形目石首魚科的其中一個種。

## 分布
本魚分布在印度西太平洋區，包括莫桑比克、印度、緬甸、泰國、日本、朝鮮、中國、越南、菲律賓、印尼、澳洲等国海域。

## 深度
水深45至220公尺。

## 特徵
本魚吻不突出，口裂大，端未，傾斜。上頜稍長於下頜，上頜骨後緣伸達瞳孔中央下方。上頜外列齒較大，為犬狀齒，越前端齒越大，在前端有二大犬齒。下頜內列齒較大越後端越大。體側灰褐色。背鰭褐色，尾鰭黑褐色。鰓腔、口腔皆為黑色。背鰭硬棘10至11枚、背鰭软条27至33枚；臀鰭硬棘2枚、臀鳍软条7枚。體長可達45公分。

## 生態
本魚為近海中下層魚類，主要棲息在較深的水域，肉食性，以小魚、甲殼類為食。每年5至7月為繁殖期，則會大量群聚。

## 經濟利用
食用魚，肉質佳，適合油炸、糖醋、清蒸食用。
臺灣人重視此魚類，列為十大美味魚類之一，稱「一鯃、二紅魦、三鯧、四馬鮫、五鮸、六嘉鱲、七赤鯮、八馬頭、九烏喉、十寸子」